# Homoneura difficilis
Homoneura difficilis är en tvåvingeart som beskrevs av Kim 1994. Homoneura difficilis ingår i släktet Homoneura och familjen lövflugor. Inga underarter finns listade i Catalogue of Life.